# Бар на Сени
Бар на Сени (фр. Bar-sur-Seine) насеље је и општина у североисточној Француској у региону Шампања-Ардени, у департману Об која припада префектури Троа.
По подацима из 2011. године у општини је живело 3.203 становника, а густина насељености је износила 116,35 становника/km². Општина се простире на површини од 27,53 km². Налази се на средњој надморској висини од 156 метара.

## Демографија
| 1962. | 1968. | 1975. | 1982. | 1990. | 1999. | 2011. |
| ----- | ----- | ----- | ----- | ----- | ----- | ----- |
| 2.559 | 2.786 | 3.155 | 3.572 | 3.630 | 3.510 | 3.203 |

График промене броја становника у току последњих година